# Colonia Bod
Colonia Bod (węg. Botfalu Cukorgyártelep) – wieś w Rumunii, w okręgu Braszów, w gminie Bod. W 2011 roku liczyła 1794 mieszkańców.